# Karamánidas
Los karamánidas o Karamanoğlu (en turco: Karamanoğulları, Karamanoğulları Beyliği), cuyo Estado se conoce como Principado de Karaman y Beylicato de Karaman (Karaman Beyliği), fueron los soberanos de uno de los beylicatos del centro-sur de Anatolia, que se extendía alrededor de la actual provincia de Karaman. Desde el siglo xiii hasta su caída en 1487, los karamánidas rigieron uno de los más poderosos beylicatos turcos de Anatolia.

## Historia
Los karamánidas formaban parte de los turcos oghuz que emigraron de Azerbaiyán a Sivas a causa de la invasión mongola en 1230 y se establecieron cerca de Laranda, al servicio de los selyúcidas.
Kerîmeddin Karaman Bey, consiguió un cierto control sobre los montes Tauro al norte de Cilicia a mediados del siglo xiii. Karaman Bey expandió su territorio capturando castillos en Mut, Ereğli, Gülnar, Mer, y Silifke, principalmente a expensas del reino de la Pequeña Armenia. Kilij Arslan IV entregó a Karaman Bey la ciudad de Laranda (hoy Karaman en honor de la dinastía) y Ermenek (c. 1260) para aliarse con él, mientras Bunsuz, hermano de Karaman Bey, pasó a la guardia personal de Kilij Arslan IV. 
Las buenas relaciones entre los selyúcidas y los karamánidas duró hasta 1261, en que, con el pretexto de apoyar a Kaykaus II, que había huido a Constantinopla por causa de una intriga, Karaman Bey y sus dos hermanos, Zeynül-Hac y Bunsuz, marcharon hacia Konya, la capital selyúcida, con veinte mil hombres. Un ejército combinado selyúcida y mongol derrotó a los karamánidas y capturó a los dos hermanos de Karaman Bey.
Tras la muerte de Karaman Bey en 1262, su hijo mayor, Mehmet I de Karaman, negoció alianzas con otros clanes turcomanos contra los selyúcidas y los iljanes. Durante la revuelta de Hatıroğlu Şemseddin Bey contra la dominación mongola que tuvo lugar en Anatolia en 1276, los karamánidas derrotaron a varios ejércitos selyuco-mongoles. En la batalla de Göksu en 1277, el poder central selyúcida sufrió un duro golpe. Aprovechando la confusión general, Mehmed Bey capturó Konya el 12 de mayo y colocó en el trono a un pretendiente llamado Jimri que se proclamaba hijo de Kaykaus. Al final, sin embargo, Mehmed fue derrotado por las fuerzas selyúcido-mongolas el mismo año y ejecutado con algunos de sus hermanos (1278).
A pesar de estos fracasos, los karamánidas continuaron aumentando su poder con la ayuda de los mamelucos de Egipto, especialmente durante el reinado de Baybars. Los karamánidas capturaron Konya en dos ocasiones más a comienzos del siglo xiv, pero fueron expulsados por el gobernador Iljánida de Anatolia. La expansión de los karamánidas se produjo tras la caída de los Iljánidas. Una segunda expansión coincidió con el matrimonio del karamanoğlu Alâeddin Ali Bey con Nefise Sultan, la hija del sultán otomano Murat I, el primer contacto importante entre las dos dinastías.

El beylicato de Karaman (en verde) en 1300.

El beylicato de Karaman (en verde) hacia 1330.

Mientras el poder otomano se extendía en los Balcanes, Alâeddin Ali Bey capturó la ciudad de Beyşehir, que había sido otomana. No tardaron mucho en reaccionar los otomanos, que marcharon sobre Konya, la capital Karamanoğlu. Ambos reinos firmaron un tratado y la paz duró hasta el reinado de Bayezid I.
Timur dio el control de las tierras karamánidas a Mehmet Bey, el hijo mayor de Alâeddin Ali Bey. Tras la muerte de Bayezid I en 1403, el Imperio otomano entró en crisis. Fue una oportunidad para los karamánidas y los demás beylicatos turcos. Mehmet Bey reunió un ejército y marchó sobre Bursa y capturó y dañó la ciudad. Sin embargo, Mehmet Bey fue capturado por Bayezid Pasha y enviado a prisión. Solicitó el perdón, que le fue concedido por el gobernante otomano.
Ramazanoğlu Ali Bey capturó Tarso mientras Mehmet Bey estaba en prisión. Mustafa Bey, hijo de Mehmet Bey, retomó la ciudad durante un conflicto entre los emires de Damasco y Egipto. Tras lo cual, el sultán egipcio Sayf al-Din Inal envió un ejército para recuperar Tarso de los karamánidas; los mamelucos egipcios dañaron Konya tras derrotar a los karamánidas obligando a Mehmet Bey a retirarse. Ramazanoğlu Ali Bey le persiguió y capturó exilándolo a Egipto para el resto de su vida. 
Durante la Cruzada de Varna contra los otomanos en 1443-4, el karamánida İbrahim Bey marchó sobre Ankara y Kütahya, destruyendo ambas ciudades. Cuando el sultán otomano Murad II regresó victorioso sobre los cruzados, los karamánidas, como otros emiratos de Anatolia fueron acusados de traición, e İbrahim Bey aceptó todas las condiciones otomanas. 
Los otomanos conquistaron el Estado karamánida en 1487, cuando el poder de los mamelucos declinaba y los transformaron en el Eyalato de Karamán. Para evitar futuras amenazas al Imperio otomano la población fue desplazada a varias partes de Anatolia, al actual Azerbaiyán, a los territorios conquistados en Bulgaria (Ludogorie) y Macedonia (Kardzhali).

## Economía
La economía dependía principalmente de las estratégicas áreas comerciales como Konya, Karaman y los puertos de Lamos, Silifke, Anamur, y Manavgat.

## Lista de gobernantes
1. Nûre Sûfî Bey (Capital: Ereğli) (1250-1256)
2. Kerîmeddin Karaman Bey (Capital: Ermenek) (1256?-1261)
3. Şemseddin I. Mehmed Bey (1261-1277
4. Güneri Bey (1277-1300)
5. Bedreddin Mahmut Bey (1300-1308)
6. Yahşı Han Bey (1308-1312) (Capital: Konya)
7. Bedreddin I. İbrahim Bey (1312-1333, 1348-1349)
8. Alâeddin Halil Mirza Bey (1333-1348)
9. Fahreddin Ahmed Bey (1349-1350)
10. Şemseddin Bey (1350-1351)
11. Hacı Sûfi Burhâneddin Musa Bey (Capital: Mut) (1351-1356)
12. Seyfeddin Süleyman Bey (1356-1357)
13. Damad I. Alâeddin Ali Bey (1357-1398)
14. Sultanzâde II. Mehmed Bey (1398-1399, 1402-1420, 1421-1423)
15. Damad Bengi Ali Bey (1423-1424)
16. Damad II. İbrahim Bey (1424-1464)
17. Sultanzâde İshak Bey (1464)
18. Sultanzâde Pîr Ahmed Bey (1464-1469)
19. Kasım Bey (1469-1483)
20. Turgutoğlu Mahmud Bey (1483-1487)